# Arqueoteri
L'arqueoteri (Archaeotherium) és un gènere extint de mamífers artiodàctils de la família Entelodontidae, les restes del qual foren descoberts a Nord-amèrica. Estaven relacionats amb els actuals pècaris, però eren carnívors i amb cranis grossos, de fins a 40 cm de llarg. Aquests animals habitaven en els boscos de Nord-amèrica fa 50 a 25 milions d'anys.